# Lissotestella rissoaformis
Lissotestella rissoaformis là một loài ốc biển nhỏ, là động vật thân mềm chân bụng sống ở biển trong họ Liotiidae.